# Bernard Day
Bernard Cartmell Day (Wymondham, 1884 – 1934) è stato un ingegnere ed esploratore britannico.
Dopo aver studiato alla Wellingborough Grammar School viene assunto nell'impresa automobilistica Arrol-Johnston di Paisley. A 23 anni si dimette per partecipare alla spedizione Nimrod di Ernest Shackleton e nel 1908 sarà il primo ad utilizzare un veicolo a motore per l'esplorazione dell'Antartide. Il motore, un quattro cilindri a 15 cavalli con raffreddamento ad aria era stato fornito da William Beardmore, finanziatore della missione. L'utilizzo dei veicolo sarà comunque limitato a causa dei problemi al motore derivanti dal freddo estremo e della neve che rendeva difficoltoso il movimento delle ruote.
Nel 1910, Day partecipata alla spedizione Terra Nova di Robert Falcon Scott, con il compito di utilizzare alcuni veicoli a motore per trasportare rifornimenti lungo la barriera di Ross .